# St. Nikolaus (Orneta)
Die Kirche St. Nikolaus in Orneta in Polen war einst die evangelische Pfarrkirche im ostpreußischen Wormditt und wurde in der ersten Hälfte des 19. Jahrhunderts errichtet. Sie dient heute der Polnisch-Orthodoxen Kirche als Gotteshaus.

## Geographische Lage
Die polnische Stadt Orneta liegt im Nordwesten der Woiwodschaft Ermland-Masuren und ist über zahlreiche Woiwodschaftsstraßen sowie über die Bahnstrecke Olsztyn Gutkowo–Braniewo an den Verkehr angeschlossen.
Der Standort der St.-Nikolaus-Kirche befindet sich in der Stadtmitte an der Westseite der hier Aleja Wojska Polskiego genannten Hauptstraße.

## Kirchengebäude

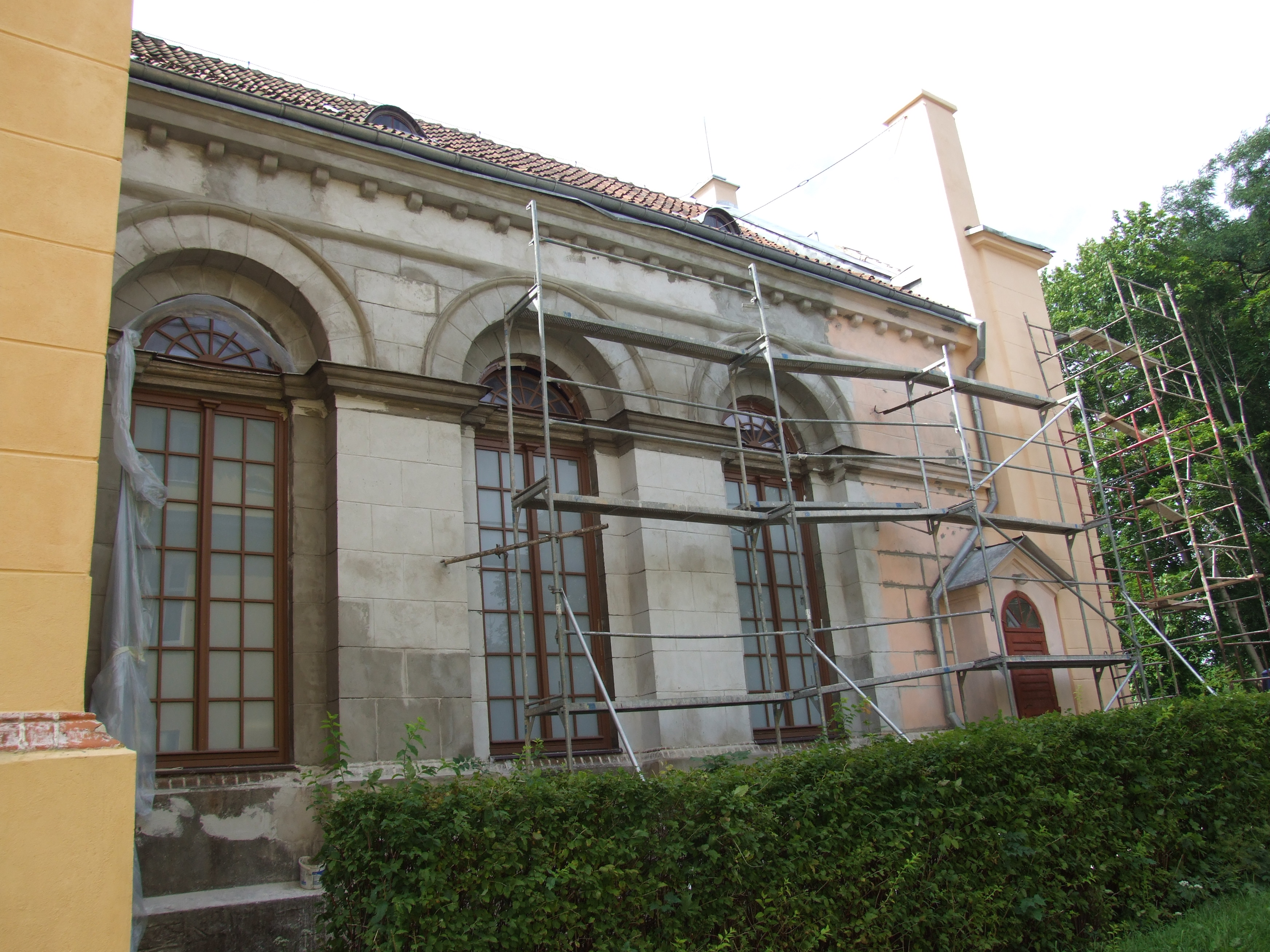
Die rundbogigen Seitenfenster bei Reparaturmaßnahmen

Eine Kirche gab es in Orneta resp. Wormditt bereits im 14. Jahrhundert. In Abwehr der Reformation blieb sie bis heute der römisch-katholischen Lehre treu. Erst unter dem zum evangelischen Glauben konvertierten Bischof Georg von Polentz wurde es möglich, in dem von den Ordenstruppen besetzten Teil des Ermlandes evangelische Prediger auftreten zu lassen. In Wormditt erfolgte es erst nach einigem massiven Widerstand.
Bis zur Konstituierung einer eigenen evangelischen Gemeinde in Wormditt dauerte es noch lange. Auf dem Gelände der Vorburg, am Nordufer der Drewenz (polnisch Drwęca Warmińska) wurde Ende der 1820er Jahre der Kirchenbau in Angriff genommen. Baubeginn war der 3. August 1829. Nach von Karl Friedrich Schinkel beeinflussten Entwürfen errichtete man einen rechteckigen Bau, zunächst ohne Turm.
Im Mittelschiff wurde der obere Abschluss durch ein hölzernes Tonnengewölbe gebildet. Flache Decken dagegen hatten die Seitenschiffe. Die drei Wandemporen ruhten auf Säulen.
Altar und Kanzel bildeten ein Ganzes. Ein Geläut erhielt die Kirche erst am 5. Oktober 1873, als drei Glocken eingeweiht wurden. Im Jahre 1905 wurde im Südwestbereich der Kirche der Turm angefügt.
Die Weltkriege hat das Gotteshaus einigermaßen unbeschadet überstanden. Nach 1945 übernahm es die Polnisch-Orthodoxe Kirche und passte es baulich den veränderten liturgischen Bedürfnissen an. Die Kirche ist jetzt dem Hl. Nikolaus gewidmet.

## Kirchengemeinde

### Evangelische Kirche 1830–1945
Geschichte
Von 1826 bis 1829 amtierte in Wormditt bereits ein evangelischer Geistlicher und seither durchgehend bis 1945. Eine Kirchengemeinde wurde hier allerdings erst im Jahre 1831, wiederholt im Jahre 1851, errichtet. Sie war 1854 in den Kirchenbezirk Heilsberg (polnisch Lidzbark Warmiński), 1916 in die Diözese Braunsberg (polnisch Braniewo) und vor 1945 in den Superintendenturbezirk Braunsberg im Kirchenkreis Ermland eingegliedert, der Kirchenprovinz Ostpreußen in der Kirche der Altpreußischen Union zugehörig.
Wie jede der wenigen Kirchengemeinden im römisch-katholisch geprägten Ermland umfasste Wormditt ein ausgedehntes Kirchspiel von fast 50 Ortschaften und Wohnplätzen. Die Zahl der Gemeindemitglieder belief sich im Jahre 1925 auf überschaubare 950.
Flucht und Vertreibung im und nach dem Zweiten Weltkrieg löschten die evangelische Kirchengemeinde in Wormditt aus. Die hier lebenden Kirchenmitglieder gehören nun zur Diözese Masuren Evangelisch-Augsburgischen Kirche in Polen, während das Gotteshaus nach etwas mehr als einhundert Jahren an die Polnisch-Orthodoxe Kirche übertragen wurde.
Kirchspielorte
In das evangelische Kirchspiel Wormditt waren die Stadt Wormditt sowie zahlreiche Dörfer, Ortschaften und Wohnplätze eingegliedert:
| Deutscher Name  | Polnischer Name          |  | Deutscher Name                       | Polnischer Name              |  |
| --------------- | ------------------------ |  | ------------------------------------ | ---------------------------- |  |
| Albrechtsdorf   | Wojciechowo              |  | Krickhausen                          | Krzykały                     |  |
| Basien          | Bażyny                   |  | Krossen                              | Krosno                       |  |
| Bendauken       | Banduki                  |  | Kuckuk                               | NN.                          |  |
| Bollgudden      | Leśniczówka Międzyrzecze |  | Lemitten                             | Limity                       |  |
| Buchwald        | Grabniak                 |  | Migehnen                             | Mingajny                     |  |
| Bürgerwalde     | Miejska Wola             |  | Millenberg                           | Miłkowo                      |  |
| Dargels         | Dargiele                 |  | Neuhof                               | Nowy Dwór                    |  |
| Freimarkt       | Wolnica                  |  | Neusorge                             | Wierzchy                     |  |
| Friedrichsheide | Poborowo                 |  | Oberheide                            | Kruczy Las                   |  |
| Gabelwald       | Wyręby                   |  | Open                                 | Opin                         |  |
| Groß Boxen      | NN.                      |  | Pillau                               | Piława                       |  |
| Groß Grünheide  | Lejławki Wielkie         |  | St. Andreasberg                      | NN.                          |  |
| Groß Karben     | Karbowo                  |  | Schillingsgut                        | Szelążek                     |  |
| Hospitalheide   | NN.                      |  | Schönheide                           | Krasny Bór                   |  |
| Kalkstein       | Wapnik                   |  | Stegmannsdorf                        | Chwalęcin                    |  |
| Karlshof        | Biały Dwór               |  | Tabaksmühle                          | NN.                          |  |
| Kaschaunen      | Kaszuny                  |  | Tafterwald                           | Tawty                        |  |
| Kleefeld        | Glebiska                 |  | Texas                                | NN.                          |  |
| Klein Boxen     | NN.                      |  | Thalbach                             | Bludyny                      |  |
| Klein Damerau   | Dąbrówka                 |  | Tüngen                               | Bogatyńskie                  |  |
| Klein Grünheide | Lejławki Małe            |  | Voigtsdorf                           | Wójtowo                      |  |
| Klutshagen      | Klusajny                 |  | Wagten                               | Drwęczno                     |  |
| Königsmühle     | NN.                      |  | Wormditt                             | Orneta                       |  |
| Komainen        | Kumajny                  |  | Wusen                                | Osetnik                      |  |
| Korbsdorf       | Karkajmy                 |  | außerdem: Karben, Forst Klein Karben | Leśniczówka Karbowo Karbówko |  |

Pfarrer 1826 bis 1945
An der Wormditter Pfarrkirche amtierten als Geistliche:
- Karl Fr. Ehrlieb Lausmann, 1826–1829
- Georg Ed. Friedr. Wilh. Weiß, 1830–1840
- Heinrich Herm. Gottfr. Grämer, 1841–1850
- Julius Adolf Höcker, 1850–1863
- Emil Ferd. L. Braunschmidt, 1863–1866
- Gustav Albert Joachim, 1867–1872
- Emil Carl F. Eschenbach, 1872–1879
- Gustav Otto Felix Krause, 1879–1881
- Carl Gotthilf Büttner, 1882–1886
- Herm. Ludwig Richard Nisch, 1886–1912
- Emil Nitz, 1913–1929
- Karl Hanne, 1930–1936
- Heinz Hermann Schnege, 1937–1945

Kirchenbücher
Von den Kirchenbüchern der Pfarrei Wormditt haben sich erhalten und werden im Evangelischen Zentralarchiv in Berlin-Kreuzberg verwahrt:
Taufen: 1901 bis 1944, Trauungen 1904 bis 1944, Begräbnisse 1909 bis 1944, Konfirmationen 1912 bis 1944, Kommunikanten 1826 bis 1912, sowie: Gefallene der Jahre 1943 und 1944.

### Polnisch-Orthodoxe Kirche ab 1945
Noch nicht ganz einhundert Jahre dient die St.-Nikolaus-Kirche nun schon der Polnisch-Orthodoxen Kirche als Gotteshaus. Außerdem besitzen die Römisch-katholische Kirche und die Griechisch-katholische Kirche eigene kirchliche Zentren in Orneta.
Die polnisch-orthodoxe Gemeinde in Orneta gehört zur Diözese Białystok-Gdańsk dieser Kirche und ist Teil des Dekanats Danzig. Zur Pfarrei in Orneta gehört die Filialkirche in Morąg (Mohrungen).